# Eilica modesta
Eilica modesta är en spindelart som beskrevs av Eugen von Keyserling 1891. Eilica modesta ingår i släktet Eilica och familjen plattbuksspindlar. Inga underarter finns listade i Catalogue of Life.